# Coconut Oil
Coconut Oil är en EP-skiva av den amerikanska artisten Lizzo. Den släpptes den 7 oktober 2016 på skivbolagen Nice Life och Atlantic och är hennes första EP under eget namn samt hennes första släpp på större skivbolag.

## Låtlista
| Nr           | Titel        | Kompositör                                                                                         | Producent                  | Längd |
| ------------ | ------------ | -------------------------------------------------------------------------------------------------- | -------------------------- | ----- |
| 1.           | Worship      | Melissa "Lizzo" Jefferson, Eric Frederic (Ricky Reed), Joseph Spargur (Joe London), Jose Fernandez | Ricky Reed                 | 2:57  |
| 2.           | Phone        | Melissa "Lizzo" Jefferson, Evan Kidd Bogart (E. Kidd Bogart), Jesse Shatkin                        | Ricky Reed, Jesse Shatkin  | 2:49  |
| 3.           | Scuse Me     | Melissa "Lizzo" Jefferson, Eric Frederic, Marc Glasser, Blaise Railey                              | Ricky Reed, Dubbel Dutch   | 3:24  |
| 4.           | Deep         | Melissa "Lizzo" Jefferson, Jean Baptiste Kouame, Kehinde Hassan, Taiwo Hassan                      | Christian Rich, Ricky Reed | 3:14  |
| 5.           | Good as Hell | Melissa "Lizzo" Jefferson, Eric Frederic                                                           | Ricky Reed                 | 2:39  |
| 6.           | Coconut Oil  | Melissa "Lizzo" Jefferson, Eric Frederic, Aaron Jennings                                           | Ricky Reed                 | 4:25  |
| Total längd: | Total längd: | Total längd:                                                                                       | Total längd:               | 19:28 |